# Jajrózsaszín
A jajrózsaszín a rózsaszín egy merész és intenzív árnyalata.
Nevét Elsa Schiaparelli szürrealista divattervező Shocking nevű parfümjéről kapta, melynek Leonor Fini által tervezett csomagolásán szerepelt először 1937-ben. A színt a Tête de Belier ("kosfej") nevű rózsaszín gyémánt ihlette, melynek tulajdonosa, Daisy Fellowes örökösnő, Schiaparelli gyakori ügyfele volt.

## Fordítás
Ez a szócikk részben vagy egészben  a   Shades of pink című angol Wikipédia-szócikk Shocking pink című fejezete ezen változatának fordításán alapul.  Az eredeti cikk szerkesztőit annak laptörténete sorolja fel. Ez a jelzés csupán a megfogalmazás eredetét és a szerzői jogokat jelzi, nem szolgál a cikkben szereplő információk forrásmegjelöléseként.